# Katerina Gogou
Katerina Gogou (gr. Κατερίνα Γώγου) (ur. 1 czerwca 1940 w Atenach, zm. 3 października 1993 w Atenach) – grecka aktorka teatralna i filmowa, poetka, pisarska i działaczka społeczna. Jest autorką siedmiu tomików poetyckich, mi.in.: Τρία κλικ αριστερά [Trzy kliknięcia na lewo], Ιδιώνυμο [Przestępstwo osobiste], Το ξύλινο παλτό [Drewniany płaszcz], Με λένε Οδύσσεια [Nazywam się Odyseja].
Po rozstaniu rodziców, do 12 roku życia, mieszkała z matką a następnie zamieszkała z ojcem. Ze strony ojca ma przyrodnie rodzeństwo: brata i siostrę. W Atenach urodzona i związana z nimi przez cale życie. W jej twórczości przeplatają się nazwy ateńskich ulic, placów, barów i innych popularnych miejsc. Jako pięciolatka zaczęła rozwijać swój talent aktorski i w 1945 zadebiutowała w teatrze u boku Nikosa Gounarisa (gr. Νίκος Γούναρης).
Kolejne lata poświęciła na edukację w najlepszych szkołach aktorskich Aten. Uczyła się tańca, śpiewu, ruchu scenicznego. Występowała w teatrze a także w filmie. Na ekrenie debiutowała w 1952 w filmie «Ο άλλος». Zagrała w kilkudziesięciu filmach. Początkowo grała w filmach o lekkiej tematyce, zmiana przyszła wraz z poznaniem reżysera Pavlosa Tassiosa (gr. Παύλος Τάσσιος), za którego wyszła za mąż w 1966 roku. 10 października 1967 przychodź na świat ich córka Mirto Tassiou w „miesiącu zmrożonych winogron”. W roku 1977 Katerina Gogou występuje w filmie Pavlosa Tassosa Το βαρύ... πεπόνι (Ciężki… melon) z 1977. Film porusza tematykę społeczną – wywłaszczenie całych wiosek i radykalna zmiana związana z nowym życiem w wielkim mieście. Katerina Gogou dopiero w tym filmie wykreowała główną rolę, za którą otrzymała nagrodę dla najlepszej aktorki na Międzynarodowym Festiwalu Filmowym w Salonikach. Ich drugi wspólny film to w Parangelia! ("Zamówienie!"), w którym występuje jako narratorka, wplatając do filmu swoje wiersze, które melorecytuje. Film Όστρια, το τέλος του παιχνιδιού (Ostria, koniec zabawy) z 1984, w reżyserii Andreasa Thomopoulosa, zdobył Nagrodę Państwową za najlepszy scenariusz i był ostatnim filmem, w którym zagrała Gogou. Paradoksalnie stworzenie wyrazistych postaci w filmie zbiegło się z przekierowaniem jej zainteresowania na inne medium – poezję.
W 1978 roku Gogou publikuje pierwszy tomik wierszy i od tego czasu to poezja stanowi jej dominujący środek ekspresji.
Katerina Gogou to jedna z najpopularniejszych greckich poetek i chociaż jej twórczość nie znalazła się w kanonie literatury Pokolenia lat 70., to wciąż jej poezja jest wydawana, czytana i przekładana na kolejne języki.

## Życiorys

### Dzieciństwo
Katerina Gogou urodziła się 1 czerwca 1940 roku w Atenach dziewięć miesięcy po wybuchu II wojny światowej. Jej wczesne dzieciństwo przypadło na czas okupacji, a następnie wojny domowej w Grecji.
Jako pięciolatka debiutowała na scenie, spełniając swoje marzenie o staniu się aktorką. Niebawem została okrzyknięta cudownym dzieckiem i grała zarówno w teatrze jak i w filmach.

### Młodość
Po rozstaniu rodziców, początkowo mieszkała z ojcem. Z czasem napięta relacja z ojcem doprowadziła do tego, że Katerina zamieszkała ze swoją mamą. Wedle relacji rodzeństwa „matka Kateriny była bardzo słodką kobietą, była ptaszkiem, jakby jej nie było – szeptała. Dożyła 100 lat, zmarła w domu opieki. Nie jest znany powód, z jakiego powodu oddała córkę, by wychowywał ją jej ojciec. W niektórych późniejszych wierszach Gogou można wyczytać, że jej matka zmagała się z problemami psychicznymi.
Podobnie jak dzieciństwo Kateriny dzieli się na dwa okresy – mieszkanie z ojcem, a następnie z matką, tak też jej życie zawodowe dzieli się na dwa okresy – aktorstwo i poezja, a między nimi okres przejściowy, kiedy Katerina jeszcze występuje w filmie, ale zmienia się typ ról, w które się wciela.

### Aktorka
Katerina jako dwunastolatka zagrała po raz pierwszy w filmie, zrealizowanym na podstawie sztuki Alekosa Sakellariosa. W roku 1962 wystąpiła w spektaklu muzycznym według kompozycji i w reżyserii Mikisa Theodorakisa Όμορφη πόλη, w Θέατρο Μετροπόλιταν. Była na tyle wszechstronna, że grę aktorską doskonale łączyła ze śpiewem i tańcem. Jako dwudziestolatka występowała z Nini Zaha (Νινί Ζαχα), towarzyszyła na scenie piosenkarzowi Lakisowi Pappasowi. W swojej karierze scenicznej współpracowała z najlepszymi aktorami, między innymi z Dino Iliopoulosem (być może odwołanie do tych wspomnień znajdziemy w następujących słowach: „jechałam z jedną trupą, sami starcy, / ciężarówką pełną kur / i trzymałam tekst ostatnim wielkim tuzom”). Z czasem porzuca scenę na rzecz kolejnych i coraz częstszych planów filmowych. Jej kariera aktorska nabrała rozpędu – zagrała w około pięćdziesięciu filmach.

### Poetka
Poezja przyniosła jej rozgłos. Jej debiutancki tomik Trzy kliknięcia na lewo sprzedał się w nakładzie 40 000 egzemplarzy, co stanowiło ogromny sukces, który osiągnęli w Grecji w tamtym czasie jedynie Janis Ritsos i Odisseas Elitis.

### Polityka
Debiut literacki Gogou nakłada się na okres zmian politycznych w Grecji. Rok 1974 jest przełomowy. Po czterech miesiącach od upadku junty w końcu odbyły się pierwsze wybory parlamentarne, a ich data, nieprzypadkowo, została ustalona na 17 listopada – dokładnie rok wcześniej stłumiono bunt studentów na Politechnice Ateńskiej. Po wydarzeniach z listopada 1973, kiedy okupowana była Politechnika w Atenach, nastąpił czas buntu, a pisarze tego pokolenia zostali nazwani „pokoleniem Politechniki”, „pokoleniem zwątpienia” (η γενιά της αμφισβήτησης), „podważającymi”.

### Śmierć
Alkohol z tabletkami czy rewolwer z tłumikiem, dźwięk przedawkowania samotności jest mi znajomy

Katerina Gogou popełniła samobójstwo – połączyła alkohol i leki. Samobójstwo popełniła dwa dni po małżeństwie z "wielkim dupkiem", jak nazwala męża Kateriny jej siostra Argiro:
„Złym spotkaniem – kulminacją historii – był zły partner, dwadzieścia lat od niej młodszy, którego poślubiła w Ratuszu dwa dni przed śmiercią. Był człowiekiem, którego nie znaliśmy. Mirto mówiła o nim, że «był wielkim dupkiem». To był jej koniec. Ostatnia dekada życia to czas spędzony z młodszymi mężczyznami […] «Zabrałam go, aby nauczyć go gry na fortepianie, a on mnie bije». Mimo to wyszła za niego”.

## Dzieła
Na dorobek literacki Kateriny Gogou składa się siedem tomików poezji, przy czym ostatni z nich został wydany już po śmierci poetki. Są to:
- Τρία κλικ αριστερά[14] [Trzy kliknięcia na lewo], Εκδόσεις Καστανιώτη, 1η έκδοση Αθηνά 1978.
- Ιδιώνυμο [Przestępstwo osobiste], Εκδόσεις Καστανιώτη, 1η έκδοση Αθηνά 1980.
- Το ξύλινο παλτό [Drewniany płaszcz], Εκδόσεις Καστανιώτη, 1η έκδοση Αθηνά 1982.
- Απόντες [Nieobecni], Εκδόσεις Καστανιώτη, 1η έκδοση Αθηνά 1986.
- Ο μήνας των παγωμένων σταφυλιών [Miesiąc zmrożonych winogron], Εκδόσεις Καστανιώτη, 1η έκδοση Αθηνά 1988.
- Νόστος [Powrót do domu], Εκδόσεις Λιβάνη, 1η έκδοση Αθηνά 1990.

Pośmiertnie wydana została książka:
- Με λένε Οδύσσεια [Nazywam się Odyseja], Εκδόσεις Καστανιώτη, 1η έκδοση Αθηνά 2002. Jest to nieukończona autobiografia poetycka, sporo w niej wspomnień z okresu okupacji hitlerowskiej, ruchu oporu i wojny domowej.

Wydanie zbiorcze zawierające wszystkie siedem książek:
- Τώρα να δούμε εσείς τι θα κάνετε. Ποιήματα 1978–2002 [Teraz zobaczymy, co wy zrobicie. Wiersze 1978–2002], Εκδόσεις Καστανιώτη Α.Ε., Αθηνά 2013[15].

## Filmy
Zagrała w wielu filmach, jednak niewiele z nich znanych jest polskiemu widzowi.

### Fabularne
| Rok  | Grecki tytuł                                           | Rola                | Reżyseria                                  |
| ---- | ------------------------------------------------------ | ------------------- | ------------------------------------------ |
| 1952 | Ο άλλος                                                |                     | Αλέκος Σακελλάριος                         |
| 1959 | Το ξύλο βγήκε από τον παράδεισο                        | Λαζάρου             | Αλέκος Σακελλάριος                         |
| 1959 | Δράκουλας και Σία                                      | Μαρία               | Ερρίκος Ιατρού                             |
| 1960 | Άντρας είμαι και το κέφι μου θα κάνω                   |                     | Μαρία Πλυτά                                |
| 1961 | Εφιάλτης                                               | υπηρέτρια           | Ερρίκος Ανδρέου                            |
| 1961 | Το έξυπνο πουλί                                        | Μαρίνα Μανή         | Ορέστης Λάσκος                             |
| 1961 | Το παιδί της πιάτσας                                   | Λιλίκα              | Κώστας Χατζηχρήστος & Απόστολος Τεγόπουλος |
| 1962 | Νόμος 4000                                             | Κλειώ               | Γιάννης Δαλιανίδης                         |
| 1962 | Οι γυναικοκατακτητές                                   |                     | Ορέστης Λάσκος                             |
| 1962 | Τα κοθώνια του θρανίου                                 | Ριρή                | Κώστας Γεωργούτσος                         |
| 1962 | Του Κουτρούλη ο γάμος                                  | Ματίνα              | Κώστας Μαργαρίτης                          |
| 1963 | Η ψεύτρα                                               | Ντόλυ               | Γιάννης Δαλιανίδης                         |
| 1963 | Τα παλιόπαιδα                                          | Φρίντα              | Νέστορας Μάτσας                            |
| 1963 | Μεσάνυχτα στη βίλα Νέλλη                               |                     | Τάκης Εμμανουήλ                            |
| 1963 | Ανήσυχα νιάτα                                          | Αγνή                | Πάνος Γλυκοφρύδης                          |
| 1963 | Παλικαράκια της παντρειάς                              | Δώρα                | Φρίξος Ηλιάδης                             |
| 1964 | Γάμος αλά ελληνικά                                     | φίλη Μίνας          | Βασίλης Γεωργιάδης                         |
| 1964 | Άπονη ζωή                                              | Λιλή                | Πάνος Γλυκοφρύδης                          |
| 1964 | Δεσποινίς διευθυντής                                   | Ντιάνα              | Ντίνος Δημόπουλος                          |
| 1964 | Το κορίτσι της Κυριακής                                |                     | Νέστορας Μάτσας                            |
| 1964 | Μας ενώνει ο πόνος                                     |                     | Κώστας Δούκας                              |
| 1965 | Η δε γυνή να φοβήται τον άνδρα                         | Παγώνα              | Γιώργος Τζαβέλλας                          |
| 1965 | Μια τρελή, τρελή οικογένεια                            | Σίσσυ               | Ντίνος Δημόπουλος                          |
| 1965 | Κάλλιο πέντε και στο χέρι                              | Μπέτυ Κωνσταντινέα  | Πάνος Γλυκοφρύδης                          |
| 1965 | Φτωχολογιά                                             | Άννα                | Παύλος Τάσιος                              |
| 1968 | Ο τρελός τα 'χει τετρακόσια                            | Καίτη Λαμπρέτα      | Κώστας Καραγιάννης                         |
| 1969 | Η ωραία του κουρέα                                     | Άννα Ψαλίδα         | Ντίνος Δημόπουλος                          |
| 1969 | Η θυσία μιας γυναίκας                                  | Άννα                | Στέλιος Τατασόπουλος                       |
| 1970 | Τρελά κορίτσια απίθανα αγόρια                          | Χριστίνα            | Παναγιώτης Κωνσταντίνου                    |
| 1970 | Αγάπη για πάντα                                        | Πένυ                | Βασίλης Γεωργιάδης                         |
| 1970 | Οι αριστόγατες                                         | Τουλούζ (φωνή)      | Λευτέρης Σιάσκας                           |
| 1971 | Τι έκανες στον πόλεμο Θανάση                           | Φρόσω Καραθανάση    | Ντίνος Κατσουρίδης                         |
| 1972 | Υπέροχες νύφες, κορόιδα γαμπροί                        | Μπουμπού            | Παναγιώτης Κωνσταντίνου                    |
| 1972 | Ναι μεν, αλλά                                          | περαστική           | Παύλος Τάσιος                              |
| 1973 | Ο Ρομπέν των Δασών                                     | Τσίφτης (φωνή)      |                                            |
| 1977 | Το βαρύ πεπόνι                                         | Τούλα (Toula)       | Παύλος Τάσιος                              |
| 1978 | 1922                                                   | θεατρίνα            | Νίκος Κούνδουρος                           |
| 1980 | Παραγγελιά! ("Zamówienie!")                            | Κατερίνα (Katerina) | Παύλος Τάσιος (Pavlos Tasios)              |
| 1984 | Όστρια, το τέλος του παιχνιδιού, (Ostia koniec zabawy) |                     | Ανδρέας Θωμόπουλος                         |

## Twórczość poetycka
Katerina Gogou zdecydowała się przerwać swoją karierę aktorską i skoncentrowała się na twórczości poetyckiej. Jej debiutancki tomik wierszy Trzy kliknięcia na lewo z 1978 stał się w Grecji bardzo popularny i przyniósł autorce ogromny sukces.

## Dyskografia
Katerina Gogou, Kiriakos Sfetsas (gr. Κυριάκος Σφέτσας) – album Στο Δρόμο [W drodze], 1981, Soundtrack z Parangelia!
Lista utworów:
| 1 | Η Ζωή Μας Είναι Σουγιαδιές   | 2:22 | "Życie nasze to składane noże", to pierwszy wiersz z tomiku Τρία κλικ αριστερά [Trzy kliknięcia na lewo]                 |
| 2 | Θέλω Να Κουβεντιάσω          | 3:02 | "Chcę porozmawiać w jakiejś kawiarni", to 4 wiersz z tomiku Τρία κλικ αριστερά [Trzy kliknięcia na lewo]                 |
| 3 | Μοναξιά                      | 3:52 | "Samotność", wiersz z tomiku Ιδιώνυμο [Przestępstwo osobiste]                                                            |
| 4 | Κανείς Δεν Θα Γλιτώσει       | 2:27 | wiersz z tomiku Ιδιώνυμο [Przestępstwo osobiste]                                                                         |
| 5 | Πάει Αυτό Ήταν               | 2:19 | wiersz z tomiku Ιδιώνυμο [Przestępstwo osobiste]                                                                         |
| 6 | Κοίτα Πώς Χάνονται Οι Δρόμοι | 4:03 | pierwszy wiersz z tomiku Ιδιώνυμο [Przestępstwo osobiste]                                                                |
| 7 | Καμιά Φορά                   | 3:22 | "Czasami powoli, powoli otwierają się drzwi i wchodzisz", 24 wiesz z tomiku Τρία κλικ αριστερά [Trzy kliknięcia na lewo] |
| 8 | Πόσο Νωρίς Φεύγει Το Φως     | 6:55 | 6 wiersz z tomiku Ιδιώνυμο [Przestępstwo osobiste]                                                                       |
| 9 | Θαρθεί Καιρός                | 2:39 | wiersz z tomiku Ιδιώνυμο [Przestępstwo osobiste]                                                                         |

## Upamiętnienie
21 stycznia 2013 roku w teatrze «Τζένη Καρέζη» wystawiany jest spektakl inspirowany twórczością Gogou. Reżyseria: Sofia Adamidou, tytuł: «Πέρασα με κόκκινο», w roli głównej Jenny Kollia.